# Fairy Tail
A Fairy Tail (フェアリーテイル; Fearí Teiru; Hepburn: Fearī Teiru; romadzsival FAIRY TAIL) japán mangasorozat, amelynek írója és rajzolója Masima Hiro. A sorozat a Súkan Sónen Magazine-ban jelent meg 2006. augusztus 23-án, a fejezeteket 2016 szeptemberéig bezárólag 63 tankóbon kötetbe gyűjtve a Kodansha adta ki. Az utolsó fejezet 2017. július 26-án jelent meg. Észak-Amerikában a Del Rey Manga, majd a 12. kötettől a Kodansha Comics USA szerezte meg a kiadási jogokat. A történet Lucy Heartfilia, egy tinédzser varázsló (madosi 魔導士) kalandjait követi nyomon, aki csatlakozik a varázslók Fairy Tail nevű céhéhez és egyik céhtársával, Natsu Dragneelel tart, aki Igneel, a sárkány után kutat.
A mangából animeadaptáció is készült az A-1 Pictures és a Satelight készítésében és 2009. október 12-e óta vetíti a TV Tokyo. Az anime a 175. epizódtól, 2013. március 30-tól szünetelt, később Masima Hiro a Twitteren keresztül bejelentette, hogy az anime folytatódni fog. A folytatás premierje 2014. április 5-én volt, majd 2016. március 26-tól, a 277. epizódtól újabb szünetre ment a sorozat. Az animét Észak-Amerikában a Funimation Entertainment licencelte. Kilenc OVA-epizód is készült a sorozathoz szintén az A-1 Pictures és a Satelight munkájaként, emellett két egész estés animációs mozifilm, a Fairy Tail the Movie: Phoenix Priestess és a Fairy Tail: Dragon Cry, két videójáték és egy rádióműsor is napvilágot látott. 2018 szeptemberében fogják kiadni a Fairy tail: re-t. Az anime harmadik egyben befejező évadát 2018. október 7-én kezdték el. 2019. szeptember 29-én 328 epizóddal véget ért a sorozat.

## Mágiák

### Sárkányölő mágia
Ezt a mágiát 3-féleképpen lehet "elérni". A sárkányölők ahogy az a nevükben is benne van sárkányok ölésére voltak. A mágia legfelső formája a Dragon Force a végső sárkányölő technika amivel lelehet győzni egy sárkányt. Ez a mágia lehetővé teszi, hogy az illető megegye a saját elemét (tűz, vas, árnyék... stb). A sorozatban eddig összesen 11 sárkányölő található (4. generáció nincsen benne):
- Natsu Dragneel a Fairy Tail tagja Tűz Sárkányölő, elérte a Dragon Force-t. Képes megenni a tűzet és minden hő alapú mágia hatástalan vele szemben. 1. generációs.
- Gajeel Redfox a Fairy Tail tagja Vas Sárkányölő, elérte a Dragon Force-t. Bőrét képes vassá változtatni ezáltal hihetetlen keményé válik és szinte lehetetlen akárcsak megkarcolni is. Megeszi a vasat és mindent amiben az található. 1. generációs.
- Wendy Marvell a Fairy Tail tagja Égi Sárkányölő, elérte a Dragon Force-t. "Megeszi" a levegőt és Dragon Force módban irányítja a teret. Képes feltölteni mások mágiáját és a gyógyítás mestere. 1. generációs.
- Laxus Dreyar a Fairy Tail tagja Villám Sárkányölő. Minden elektromos támadás hatástalan ellene. 2. generációs.
- Cobra/Erik a Crime Sorciere tagja Méreg Sárkányölő. A méreg amit kibocsát bőrön át is képes beszívódni. 2. generációs.
- Sting Eucliffe a Sabertooth tagja Fehér/Fény Sárkányölő, elérte a Dragon Force-t. Minden "fehér" hatástalan vele szemben és efelett képes azt megenni. 3. generációs.
- Rouge Cheney a Sabertooth tagja Árny Sárkányölő, elérte a Dragon Force-t. Képes belépni az árnyak világába. 3. generációs.
- God Serene a Spriggan 12 tagja 8 sárkány ereje (a tisztítótűz-sárkány, a barlangsárkány, neptunsárkány, a hurrikánsárkány, a vízsárkányok királya... stb.) A több sárkány larchimának hála 8 sárkány ereje lakozik benne. 2. generációs.
- Elinee Belserion a Spriggan 12 tagja sárkányölő mágiája ismeretlen, képes sárkánnyá változni. 1. generációs.
- Acnoligia nem tartozik egy céhez sem a mágia sárkánya (a sárkányok királya), képes sárkánnyá változni. Minden mágiát képes megenni és hatástalan is vele szemben minden mágia. Valószínűleg 1. generációs.
- Kyria a Diabolos céh tagja ő a penge sárkányölő. 5. generációs.

A sárkányölő mágiának van egy hátulütője, ha túl sokat használják sárkánnyá változnak. Ezt a mágiát az emberpárti sárkányok fejlesztették ki azért, hogy a háborúban (emberpárti vs nem emberpárti sárkányok) megöljék a nem emberpártiakat, viszont lettek akik sárkánnyá változtak és olyanok is voltak, akik az emberpárti sárkányokat is ölték. Így nem ez volt a legjobb ötlet amit kitalálhattak. Minden sárkányölő mozgási betegségben szenved. A sárkányölőknek összesen 5 generációja létezik:
- 1 generáció: ők sárkánytól tanulták ezt a mágiát és képesek a Dragon Force-ra és egy idő után sárkánnyá változnak.
- 2 generáció: nekik sárkány larchimát tettek a testükbe. Nem képesek a Dragon Force-ra és nem változhatnak sárkánnyá.
- 3 generáció: sárkánytól tanultak+larchima van a testükben. Képesek a Dragon Force és sárkánnyá változhatnak.
- 4 generáció: mesterséges katonák sárkányölő mágiával. (Ők a Dragon Cry filmben szerepelnek)
- 5 generáció: ők a sárkányfalók, akik megeszik a sárkányokat így megkapva az erejüket. (Ők a Fairy Tail: 100 years quest-ben [százéves küldetés] szerepelnek)

### Take Over
A Take Over (jelentése: átvesz, átvétel) mágia lehetővé teszi, hogy képes legyél "átvenni" egy bizonyos lény lelkét. Több fajta Take Over létezik van Animal Soul (Állat Lélek) és van Machine Soul (Gép Lélek) is. A sorozatban összesen 5 karakter használ ilyen mágiát:
- Lisanna Strauss Animal Soul (Állat Lélek) ez egy viszonylag gyenge Take Over fajta, ha a mágikus erőt nézzük. Ezt kompenzálja viszont, hogy a mozgást gyorssá és könnyedé teszi és emellett repülésre is alkalmas ha egy madár lelkét "veszed el".
- Elfman Strauss Beast Soul (Szörny Lélek) ez egy erősnek mondható lélek fajta. Bár a mozgása lassú és mágiát nem tud kifejteni a szörnyek vastag bőrének hála igencsak ellenálló és nagyon erős is.
- Jenny Realight Machine Soul (Gép Lélek) erről nem sokat tudni viszont az animéban ez a leggyengébb ezáltal valószínűleg nem túl praktikus viszont mágia előidézésére alkalmas.
- Mirajane Strauss Satan Soul (Sátán/Démon Lélek) az egyik legerősebb Take Over. Ez a lélek gyors, erős és mágiát is kilehet vele fejteni ezáltal nagyon praktikus. Hátulütője, hogy nincsen minden sarkon démon ezért ilyen lelkeket nehéz találni.
- Dimaria Yesta God Soul (Isten Lélek) bár a személynek csupán egy lelke van ez pedig Kronosz az idő ura ez a legerősebb Take Over, csak egy isten lelkét szinte lehetetlenség elvenni. Ez "Isteni" hatalmat ad és a mágikus erő amit kifejt mindent elsöpör.

Egy ilyen mágus csupán egy fajta Take Overt képes alkalmazni viszont azon belül több lelke is lehet amit előtud hívni

### Csillagmágia
Ez a mágia lehetővé teszi, hogy a csillagmágus kulcsok segítségével "harcosokat" hívjon elő egy másik világról. Van 12 Zodiákus (aranykulcs) amiket nem lehet a boltokban megkapni és csupán 1 kulcs van 1 csillagszellemhez. Ezek a Zodiákusok erősebbek a többi csillagszellemnél és komoly, nehéz harcra képezték őket. Léteznek ezüst kulcsok is amikből jóval több van és az erejük alacsonyabb emellett minden ezüst kulcsú szellemből több van nem csak egy ráadásul a kulcsokat boltokban is belehet szerezni. Ezüst kulcsok között vannak amolyan extrák (Plet az iránytű, Crux a vén kereszt aki mindent tud a csillagmágiáról vagy éppen Horologium az óra amibe ha bemész nem hat rád semmilyen mágia), léteznek szórakoztató és aranyos ezüst kulcsok is (Plue a Kiskutya vagy Líra a Hárfa akinek zenéje az érzelmekre hat) és persze a harcos csillagszellemek sem maradhatnak el (a Pajsz vagy a Nagymedve) értelemszerűen ezek a harcosok nem érnek fel a zodiákusokhoz. Van még egy csillagszellem a 13. Zodiákus akinek az ereje nagyobb a többi csillagszellemnél ő Ophius a kígyótartó, és ott van még a csillagszellemek királya ő a legerősebb bár neki nincsen csak úgy lehet megidézni ha feláldozol egy aranykulcsot. Ez egy viszonylag gyakori fajtája a mágiának de, csupán 2 főbb/említésre méltóbb karakter rendelkezik ezzel a mágiával:
- Lucy Heartifilia a 12 Zodiákusból 10-zel ő rendelkezik és van még néhány ezüst kulcsa is.
- Yukino Agria a maradék 2 Zodiákus az ő kezében van emellett még számos ezüst kulcs van a birtokában ezen felül a 13. Zodiákus kulcsot is birtokolja.

A csillagmágiának vannak felsőbb részei. Van amihez nem kell kulcs ilyen az Urano Metria a Menny 88 csillagának ragyogása és van amihez szükségesek a kulcsok ilyen ez csillagmágia csúcsa a Star Dress így képes vagy átvenni egy csillagszellemed erejét.

### Alkotó Mágia
A mágia ami a semmiből valamit képes alkotni lehet ez állat, fegyver vagy akár egy varázslat is. Az alkotó mágia szabadságot ad, tekintve, hogy "szabadon" alkothatsz. Ez egy különleges mágia és Erza állítása szerint ez a legszebb mágia mind közül. A sorozatban 6 karakter képes használni ezt a különös mágia fajtát:
- Ur Milkovich talán legnagyszerűbb jégalkotó mágus aki valaha élt, fegyver és élőlényt egyaránt képes alkotni. Ulthear édesanyja és Lyon meg Gray volt tanára.
- Ulthear Milkovich csupán egy bizonyos "dolgot" képes alkotni ez pedig az: Ice Make: Rosen Corone (Rószák Koronája) a legerősebb jégalkotó mágia, amit maga Ur fejlesztett ki.
- Gray Fullbuster szintén jégalkotó mágiát használ, viszont csak fegyvereket és tárgyakat képes készíteni. Szokatlanul gyorsan alkot.
- Lyon Vastia bár fegyverek és tárgyak alkotására nem képes de, tud mozgó és élő "dolgokat" teremteni. Egyszerre akár 3 (majom, tigris, sárkány) állat alkotására is képes. Ugyanúgy, mint Gray ő is szokatlanul gyorsan alkot.
- Rufus Lore az ő mágiája a Memori Make (Emlék Alkotás). Képes új varázslatokat alkotni és használni azokat, ezáltal végtelensok varázslatot "ismer". A mágia neve azért Memory Make mivel, minden amire valaha emlékezett vagy olvasott, látott képes fegyverré alakítani. Viszont, hogyha valaki túl gyorsan, túl sokat alkot arra képtelen "emlékezni".
- Juvia Lockser bár mágiája alapvetően nem alkotómágia ő titokban tökéletesített egy vérátömlesztő mágiát Water Make: "Vér". Ennek segítségével képes átömleszteni a vérét valaki másba ezzel megmentve életét.

### Terület mágia
A mágia ami képes "átvágni" a teret. Elég sokoldalú mágia összesen 4 személy használja:
- Mest Gryder mágiája a teleportálás.
- Minerva Orland a területi mágia mestere. Képes a mágiáját ott elő idézni ahol ő akarja, ezen felül tárgyakat és személyeket elteleportálására is képes, emellett helyet tud cserélni más emberekkel.
- Agust mágiáját nehéz leírni tekintve, hogy minden helyi mágiát ismer.
  - ''Marin Hollow'' a tér törvénye nevű mágiát használja melynek segítségével képes teleportálásra (jóval nagyobb távlatokban, mint Mest), blokkolni tud minden olyan mágiát amihez a tér használata szükséges és egy másik világba tudja küldeni azokat akiket legyőzött.

## Cselekmény
A történet Fiore Királyságában játszódik, egy semleges országban, melyet 17 millióan laknak. Ez a mágia világa, a mágiát veszik és adják mindennap, az emberek életének szerves része és vannak, akiknek a mágia használata a foglalkozása. Ezeket az embereket nevezik varázslóknak. A varázslók különböző céhekbe tartoznak, és megbízások alapján végzik a munkájukat. Az országon belül több céh is létezik. Egy bizonyos városban, van egy bizonyos céh, egy céh, melyben már számos legenda született és továbbra is születni fog, ez a Fairy Tail.
A Fairy Tailt az egyik legerősebb céhként tartják számon. Fő jellegzetessége hogy egy-egy munka végeztével mindig óriási pusztítást hagynak maguk után. A céh vezetője egy öreg ember, aki a 10 Nagy Szent Mágusok közé tartozik és igen apró termete ellenére testrészei méretét tudja változtatni. A történet főhőse, Natsu a sárkány mesterét, Igneelt keresi, aki évekkel ezelőtt nyomtalanul eltűnt. Így találkozik Lucyval, akinek egy kaland során felajánlja hogy csatlakozzon a Fairy Tailhez, mivel tudta, hogy ez az álma. Lucy természetesen igent mond, s megkezdődnek a kalandok. Lucy megismerkedik a céh többi tagjával is, köztük Gray-jel és Erzával, a történet másik két főszereplőjével, továbbá betekintést nyerhetünk küldetéseikbe, s tovább folytatódik Igneel keresése is.

## A sorozat világa
A Fairy Tail világában emberek és számos más faj él, mint exceedek, sárkányok, földöntúli lelkek és óriás szörnyek. Earth Land (アースランド; Ászu Rando; Hepburn: Āsu Rando) egy kiterjedt félsziget, amelyen tíz ország terül el: Fiore Királysága (フィオーレ王国; Fióre Ókoku; Hepburn: Fiōre Ōkoku), Seven (セブン; Szebun; Hepburn: Sebun), Bosco (ボスコ; Boszuko; Hepburn: Bosuko), Iceberg (アイスバーグ; Aiszubágu; Hepburn: Aisubāgu), Minstrel (ミンストレル; Minszutoreru; Hepburn: Minsutoreru), Midi (ミディ), Desierto (デシエルト; Desieruto; Hepburn: Deshieruto), Joya (ホヤ; Hoja; Hepburn: Hoya), Bellum (ベラム; Beramu) és a Pergrande Királyság (ペルグランデ王国; Pergurande Ókoku; Hepburn: Pergurande Ōkoku). Sin (シン; Hepburn: Shin) és Caelum (カエルム; Kaerumu) két különálló sziget, amelyek szintén Earth Land részei.
Fairy Tailben gyakori az anakronizmus, mint a Lacrima (魔水晶 (ラクリマ); Hepburn: Rakurima) nevű kristályszerű eszközök, amelyeket varázsigékkel lehet működésbe hozni, és funkcionálhat kommunikációra használatos kristálylabdaként is.
A mágia (魔法; Hepburn: Mahō) egy minden egyénben megtalálható képesség bizonyos fajoknál, Earth Land lakosságának durván 10%-a használ mágiát. A mágiának két kategóriája van: a különleges képesség (能力（アビリティ）; Hepburn: Abiriti) mágia lehetővé teszi a varázslónak, hogy a testéből irányított mágiákat használjon, míg a holder (所持（ホルダー）; Horudá; Hepburn: Horudā) mágia valamilyen eszköz segítségével teszi lehetővé varázslatok használatát.

## A sorozat megszületése és az alkotói folyamat
Masima Hiro elárulta, hogy valójában nem ihlette meg semmilyen film vagy könyv a Fairy Tail megalkotásakor, csupán abból pattant ki a történet, hogy odavan a mágusokért és varázslókért, ezért alkotott meg egy történetet, ami egy csapat varázslóról szól. Egy olyan fiatalokból álló közösséget kívánt létrehozni, ahol barátok gyűlnek össze, szórakoznak és kalandokat élnek át, és e közösség tagjai keresik a saját útjukat. A sorozat szereplőit saját barátairól mintázta meg, a főhős nevét pedig, mint több másik sorozatában, egy évszakról nevezte el (a főszereplő, Natsu neve azt jelenti, nyár), mivel szerinte a japán közönség nem értené a nyugati fantázianeveket. Masima elmondása szerint a sorozat fő témája az embereket és barátságokat összefűző kötelékek. Ő maga ezt „céh”-nek nevezte el, de szeretné „család”nak is nevezni. Az igazán komplex szereplők nem jellemzők a Fairy Tailre, de az előforduló néhány nagy hatással van a cselekmény alakulására. A 24. kötetben megjelenik a szerző bevallása szerint az általa valaha megalkotott legkomplexebb karakter.
Masima Hiro leírta a manga készítésének helyszínét is: „Egy 8000 négyzetlábos területen dolgozom, ahol van hét asztal, kanapé és egy TV, amin videójátékozni szoktam az asszisztensekkel”. Egy manga fejezet elkészítése, körülbelül öt napot vesz igénybe, a teljes munka két hétig tart. Hétfőn készül el a szöveg és a forgatókönyv, kedden megrajzolja a nyers vázlatot, szerdától péntekig pedig befejezi a rajzot és áthúzza tintával. Az első héten kerül sor öt asszisztenssel a történet megbeszélésére, ez három napot vesz igénybe. Masima általában csak akkor lát hozzá egy új fejezethez, miután végzett az előzővel. Masima számára a legnagyobb kihívást saját elképzelései helyett a rajongók elvárásainak megfejtése jelenti. A japán és az amerikai kultúra közötti különbségekre való tekintettel a szerző a „nemzetközi közönségnek” írja sorozatot, ezért mellőzte azokat az elemeket, amelyek csak a japán olvasók számára lennének érthetők, így például a japán nyelvi szójátékokat, vicceket.

## Médiamegjelenések

### Manga
A Fairy Tail manga írója és rajzolója Masima Hiro. A mangasorozat a Súkan Sónen Magazine 2006. augusztus 23-ai számában került bemutatásra és már több mint 350 fejezet készült. Az egyes fejezeteket 2016 szeptemberéig bezárólag 57 tankóbon kötetbe gyűjtötték és a Kodansha kiadásában jelentek meg Japánban, az első kötet 2006. december 15-én. 2008-ban egy különleges kiadás is megjelent a Súkan Sónen Magazine-ban, mely számos hasonlóságot mutatott a Yankee-kun to Megane-csan (ヤンキー君とメガネちゃん) című mangával. A hivatalos rajongói könyv (fanbook) Fairy Tail+ címmel 2010. május 17-én jelent meg Japánban.
Észak-Amerikában elsőként a Del Rey Manga vette meg a sorozat angol nyelvű kiadásának jogait. A vállalat 2008. március 25-én jelentette meg az első angol nyelvű kötetet és 2010 szeptember 28-áig az első 12 kötetet adta ki. Ezután a Kodansha Comics USA vállalta a sorozatot és folytatta a kiadását 2011 májusától. 2016 szeptemberéig 56 angol nyelvű kötet jelent meg. 2017. május 20-án jelentették be, hogy a mangából márcsak 10 fejezet fog megjelenni, 63 kötettel véget ér a sorozat.

### Anime
A Fairy Tail anime adaptációját az A-1 Pictures és a Satelight készíti koprodukcióban, Isihara Sindzsi rendezésében. Az első epizódot 2009. október 12-én sugározta a TV Tokyo. 2013. szeptember 4-éig az eredeti sorozat mind a 175 epizódja, összesen 44 DVD-kötet jelent meg Japánban, az utolsó kötet kivételével mindegyik kötet négy epizódot tartalmaz. Angol nyelven az Animax Asia kezdte vetíteni 2010. szeptember 30-án, de idő hiányában ez év december 6-án, a 48. epizód leadása után levették a műsorról a sorozatot. Jelenleg néhány helyen vetítik Ázsiában. A Fülöp-szigeteken egy időben az Animax Asia hongkongi gyártású angol szinkronjával is vetítették, de jelenleg már csak japán nyelven sugározzák. A 2011-es Sakura-Conon az észak-amerikai Funimation Entertainment forgalmazó bejelentette, hogy megvásárolták az első 48 epizódot és az első dobozos kötet 2011. november 22-én fog megjelenni DVD-n és Blu-ray lemezen. A Funimation 2012. március 20-ig kiadta az első 48 epizódot DVD-n, illetve 2013-ban Blu-ray lemezen is, azóta több epizód nem jelent meg. A Funimation Channelen azonban már a 108. epizódnál jár a vetítés. A brit Manga Entertainment forgalmazó is bejelentette Twitteren, hogy a 12 epizódot tartalmazó első kötetet 2012. március 5-én jelentetik meg kétnyelvű formátumban.
2013. március 1-jén a Kodansha TV-magazinjában jelentették be, hogy az animesorozat 2013. március 30-án befejeződik, helyette a Tanken Driland animesorozat indul a TV Tokyón. Néhány napra rá Masima Hiro megnyugtatta Twitteren keresztül a rajongókat, hogy nem végleges befejezésről van szó, de ennél többet nem mondhat. 2013. július 11-én Masima Hiro bejelentette, hogy az anime folytatódni fog. 2013. december 28-án jelentették be a Súkan Sónen Magazine-ban, hogy az anime 2014. április 5-én fog folytatódni. A gyártást az A-1 Pictures és a Bridge stúdiók végzik, emellett az eredeti szinkronhangok, Isihara Sindzsi rendező és Szogó Maszasi író is visszatértek a stábhoz. A szereplőterveket Takeucsi Sindzsi készíti. A sorozat folytatásának hivatalos oldala 2014. január 7-én indult el. A folytatás premierje 2014. április 5-én 10:30-kor volt a TV Tokyón, majd 2016. március 26-ától, a 277. epizóddal bezárólag, viszont újból szünetel a sorozat határozatlan ideig. Masima Hiro 2017 júliusában jelentette be, hogy az anime harmadik, egyben utolsó évada 2018-ban indult. 2019. szeptember 29-én 328 epizód után véget ért a sorozat.

### OVA-epizódok
Hat DVD-n megjelenő OVA-epizód készült az animéhez az A-1 Pictures és a Satelight jóvoltából, mindegyiket a manga egy limitált kiadású kötetéhez csomagolták. Az első OVA a manga Jókoszo Fairy Hills!! (ようこそフェアリーヒルズ!!; Hepburn: Yōkoso Fairy Hills!!) című omake-jének adaptációja és a manga 26. kötetével együtt került a boltokba 2011. április 15-én. A második OVA a Jószei Gakuen Yankee-kun to Yankee-csan (妖精学園 ヤンキー君とヤンキーちゃん; Hepburn: Yōsei Gakuen Yankee-kun to Yankee-chan) omake 25 perces adaptációja, mely a 27. kötettel együtt jelent meg 2011. június 17-én. A harmadik OVA-epizód a 31. kötettel együtt jelent meg 2012. február 17-én Memory Days (メモリーデイズ; Memorí Deizu; Hepburn: Memorī Deizu) és szorosan kapcsolódik Masima Hiro egy eredeti történetéhez. A negyedik OVA, a Fairies' Training Camp () a manga 261. fejezetén alapul és a 35. kötettel együtt jelent meg 2012. november 16-án. Az ötödik OVA, a, Dokidoki Ryuzetsu Land (ドキドキ・リュウゼツランド; Dokidoki Rjúzecurando) a manga 298. fejezetén alapul és a 38. kötettel együtt jelent meg 2013. június 17-én. A hatodik OVA, a Fairy Tail x Rave Master (フェアリーテイル x レイヴ; Hepburn: Fearī Teiru x Reivu) az azonos című omake adaptációja és a 39. kötettel együtt jelent meg 2013. augusztus 16-án.

### Animációs film
A Kodansha 2011. október 12-én jelentette be, hogy 2012. augusztus 18-án jelenik meg a Fairy Tail filmadaptációja Fairy Tail the Movie: The Phoenix Priestess (劇場版 FAIRY TAIL 鳳凰の巫女; Hepburn: Gekijōban Fearī Teiru: Hōō no Miko) címmel. Fudzsimori Maszaja rendezte, forgatókönyvét Szogo Maszasi írta. Masima Hiro is részt vett a történet és a filmben megjelenő vendégszereplők megalkotátsában. Az észak-amerikai forgalamzési jogokat a Funimation szerezte meg.

### Videójátékok
A sorozat adaptációjaként egy akció videójáték jelent meg PlayStation Portable-re Fairy Tail: Portable Guild címmel, melyet elsőként a 2009-es Tokyo Game Show-n mutattak be. A játékot a Konami fejlesztette és 2010. június 3-án került kiadásra. A Portable Guild folytatása 2011. március 10-én jelent meg, szintén PlayStation Portable-re. Két harcolós játék, a Fairy Tail Gekitó! Madósi Kesszen (FAIRY TAIL 激闘! 魔道士決戦) és a Fairy Tail Gekitocu! Kardia Daiszeidó (FAIRY TAIL 激突! カルディア大聖堂) 2010. július 22-én, illetve 2011. április 21-én került kiadásra Nintendo DS-re.

### Zenei albumok
Az anime zenéjét Takanasi Jaszuharu szerezte. 2011 júliusáig három, az anime betétzenéit tartalmazó zenei CD jelent meg: az első 2010. január 6-án, a második 2010. július 7-én, a harmadik pedig 2011. július 6-án. Karakter szólódalok szintén készültek a sorozathoz, az első szólólemez Kakihara Tecuja (Nacu) és Nakamura Juicsi (Gray) főszereplésével 2010. február 17-én jelent meg. A második szólólemez Hirano Aja (Lucy) és Kugimija Rie (Happy) főszereplésével 2010. március 3-án került kiadásra. Egy másik karakterzenei album, Eternal Fellows címmel 2011. április 27-én jelent meg. Az album két számát Kakihara Tecuja (Nacu) és Hirano Aja (Lucy) adta elő, melyek mindkét OVA főcímzenéi, illetve zárófőcímzenéi voltak. A többi számot Nakamura Juicsi (Gray), Ohara Szajaka (Erza), Szató Szatomi (Wendy), Hatano Vataru (Gajeel) adja elő, míg egy duettben Kugimija Rie (Happy) és Horie Jui (Charle) énekel.

### Rádióprogram
Egy internetes rádióprogramot is sugárzott a HiBiKi Rádió 2012. február 11-én. A műsort két szeijú, Kakihara Tecuja (Natsu) és Nakahara Mai (Juvia) vezették.

## Fogadtatás

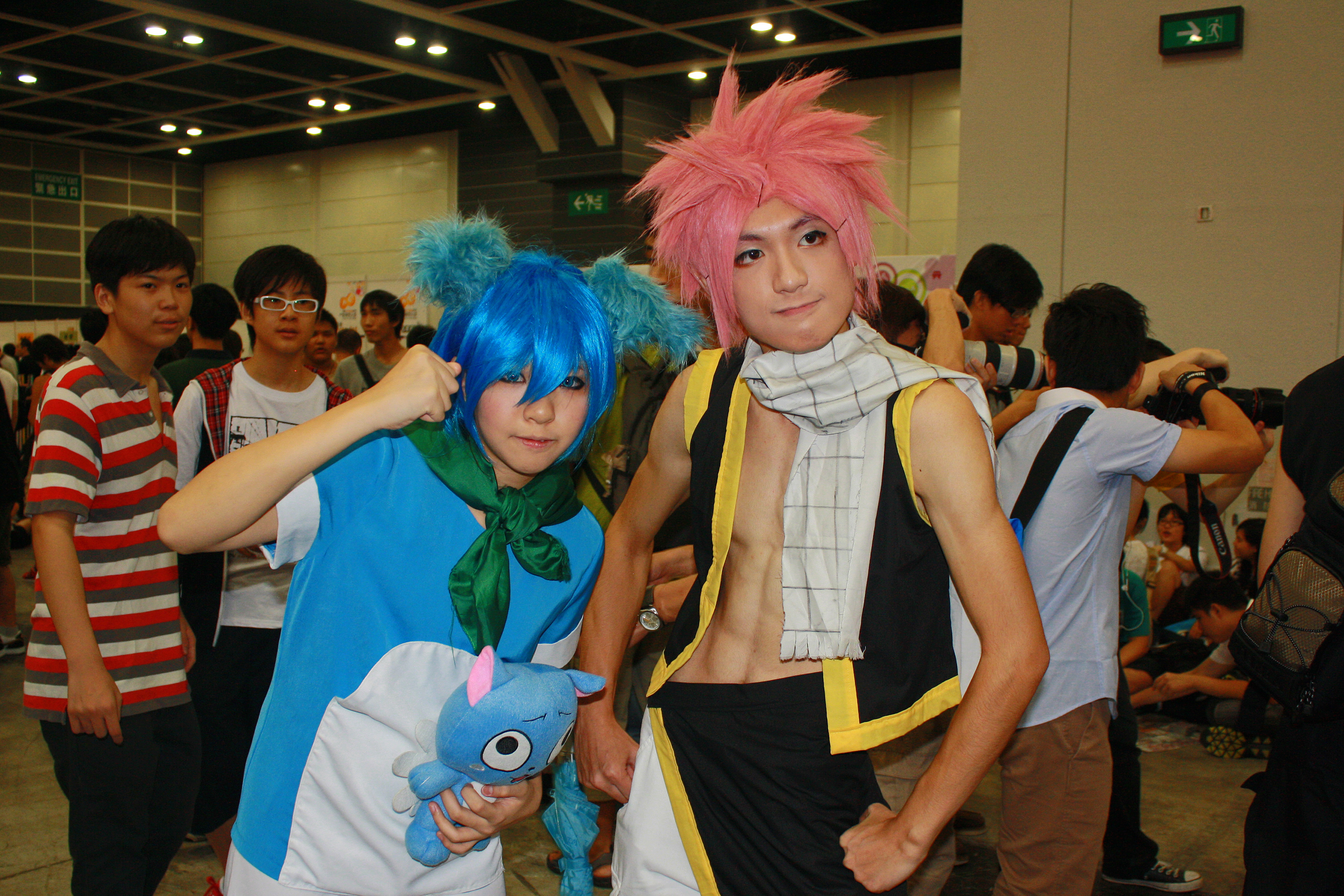
Natsunak (jobbra) és Happynek (balra) öltözött cosplayesek

### Manga
Japánban a Fairy Tail ötödik kötete a hetedik helyezést érte el a mangák tízes toplistáján és még egyszer, a hatodik kötet megjelenése után is ezen a helyen végzett. 2011-ben a Fairy Tail volt a negyedik legjobban eladott manga Japánban. Deb Aoki az About.comtól 2008 legjobb sónen mangájának értékelte a Fairy Tailt. A 2009-es Kodansha manga-díjat is megnyerte a sorozat sónen manga kategóriában. Ugyanebben az évben megnyerte a Society for the Promotion of Japanese Animation's Industry Awardot a legjobb komédia manga kategóriában.

### Anime
Az anime is pozitív fogadtatásban részesült a kritikusok és nézők által egyaránt. Délkelet-Ázsiában elnyerte az Animax Ázsia „Az év animéje” díját 2010-ben. 2012-ben az anime elnyerte a Meilleur Anime Japonais (legjobb japán anime) díjat és a legjobb francia szinkronnak járó díjat a 19. Anime & Manga Grand Prix-n Párizsban.
A Funimation Entertainment által kiadott első DVD-kötet kritikájában, Carlo Santos az Anime News Networktől dicsérte a látványt, a szereplőket, az angol szinkronhangokat és a mellékszereplőket is a komikus megközelítésért. Azonban kritikával illette a háttérzenét és a CGI animációt is. A második kötet ismertetésekor, Santos dicsérettel illette a tekintélyesebb történet kibontakozását, de negatívan értékelte az összefüggéstelen animációt és a mangában be nem mutatott eredeti anyag behelyezését a sorozatba. A harmadik kötet kritikájában Santos dicsérte a történet és az animáció javulásait és hozzátette, hogy a kötetben „végre megmutatja a sorozat, amikor eléri teljesítőképességének határát”.